# Cryptoblepharus quinquetaeniatus
Espèce
Synonymes
- Ablepharus quinquetaeniatus Günther, 1874
- Cryptoblepharus boutonii degrijsi Mertens, 1928
- Ablepharus boutonii quinquetaeniatus Günther, 1874
- Cryptoblepharus degrijsi Mertens, 1928

Cryptoblepharus quinquetaeniatus est une espèce de sauriens de la famille des Scincidae.

## Répartition
Cette espèce est endémique de l'île d'Anjouan aux Comores.

## Publication originale
- Günther, 1874: A contribution to the Fauna of Savage Island. Proceedings of the Zoological Society of London, vol. 1874, p. 295-297 (texte intégral).